# Calyptra
Genre
Calyptra est un genre de papillons nocturnes de la tribu Calpini (sous-famille des Calpinae, famille des Erebidae). Cette tribu, dont la circonscription précise est incertaine, comprend un certain nombre d'autres genres de papillons capables de percer des fruits ou de piquer les yeux des oiseaux pour se nourrir de leurs larmes.
Le nom commun de beaucoup de ces espèces, « papillon vampire », fait référence à l’habitude qu’elles ont de boire le sang des vertébrés. Selon une étude récente, certains d’entre eux (C. thalictri) seraient même capables de boire du sang humain à travers la peau,. Cependant, on ne pense pas que ces papillons constituent une menace pour les humains.
Certaines espèces de ce genre ont été classées sous le nom de genre Calpe et comprennent plus d'un suceur de sang.

## Description
Palpi correct (s'étendant vers l'avant), où la deuxième et la troisième articulations sont bordées en dessous de poils très longs. La touffe frontale est grande, le métathorax n'ayant que de très légères touffes. L'abdomen présente des poils grossiers sur le dos ; le tibia est inerme, mais légèrement poilu. Les ailes antérieures ont une costa légèrement arquée. L'apex est aigu, avec la marge externe courbée au niveau de la veine 3. La marge interne est lobée près de la base et à l'angle externe. Les larves du papillon Calyptra ont trois paires de pattes abdominales.

## Répartition et habitat
On a observé que le papillon Calyptra changeait d'habitat ces dernières années ; l'espèce Calyptra thalictri était originaire de Malaisie, de l'Oural et du Sud de l'Europe, mais a été trouvée dans le Nord de l'Europe. En 2000, ils ont été observés en Finlande et en 2008, plus à l'ouest en Suède. L'observation suédoise a eu lieu à Skutskär, au nord de la capitale Stockholm, tandis que les observations en Finlande ont été plus nombreuses. On le trouve en Finlande méridionale et, en particulier, dans le Sud-Est.
Calyptra habite généralement les zones humides, telles que les étangs ou les lacs. Ils sont attirés par l’eau parce qu’elle est humide et chaude. Ils peuvent également voler rapidement et efficacement dans les airs, ce qui peut les aider à chasser pour se nourrir. Bien qu’ils soient généralement inactifs pendant la journée, ils peuvent être actifs la nuit lorsqu’il fait plus frais.
Le papillon Calyptra thalictri a été associé à la plante pigamons.

## Pénétration de la peau
Les insectes perçant la peau des mammifères sont familiers chez des créatures telles que les moustiques, mais le papillon utilise une trompe spécialement développée pour pénétrer dans la peau des animaux, comme les buffles. Une espèce en Malaisie a été observée à l'aide de son proboscis évidée qui est divisée en deux moitiés. L'insecte balance la trompe d'un côté à l'autre, en appliquant une pression jusqu'à ce qu'elle perce la peau. Il utilise ensuite un mouvement de tête basculante pour percer le tube plus profondément dans la peau. La tension artérielle de la victime fournit la puissance nécessaire pour soulever les crochets sur la trompe afin de garantir que l'insecte ne se détache pas facilement. Seuls les papillons mâles présentent cette capacité, contrairement aux moustiques, où c'est la femelle qui boit le sang.
On pense que la capacité du papillon à percer la peau des animaux et à boire du sang pourrait provenir d'une capacité antérieure à percer les fruits à la recherche de jus. La peau humaine pénétrée de cette manière peut devenir rouge et être douloureuse pendant plusieurs heures, provoquant des démangeaisons. Bien que la piqûre soit plus grave que celle d'un moustique, les papillons ne présentent aucun risque pour les humains.
Bien qu'il ait été rapporté que des papillons nocturnes ont mordu des humains en Asie, ce n'est qu'à l'été 1999 qu'un scientifique russe, Vladimir S. Kononenko (d), a observé que cette espèce de papillon était capable de remplir son estomac de sang humain.

## Liste des espèces
Selon GBIF (14 avril 2024) :
- Calyptra albivirgata Hampson, 1926
- Calyptra bicolor Moore, 1883
- Calyptra canadensis Bethune, 1865
- Calyptra dubiosa Brandt, 1941
- Calyptra eustrigata Hampson, 1926
- Calyptra fasciata Moore, 1882
- Calyptra fletcheri Berio, 1956
- Calyptra gruesa Draudt, 1950
- Calyptra hokkaida Wileman, 1922
- Calyptra imperialis Grünberg, 1910
- Calyptra indecisa Moore, 1881
- Calyptra lata Butler, 1881
- Calyptra minuticornis (Guenée, 1852)
- Calyptra nyei Bänziger, 1979
- Calyptra ophideroides Guenée, 1852
- Calyptra orthographa Butler, 1886
- Calyptra orthograpta (Butler, 1886)
- Calyptra parva Bänziger, 1979
- Calyptra pseudobicolor Bänziger, 1979
- Calyptra subnubila Prout, 1928
- Calyptra thalictri Borkhausen, 1790

## Classification
Le nom valide complet (avec auteur) de ce taxon est Calyptra Ochsenheimer, 1816.
Calyptra a pour synonymes :
- Calpa Pagenstecher, 1909
- Calpe Treitschke, 1825
- Culasta Moore, 1881
- Hypocalpe Butler, 1883
- Percalpe Berio, 1956